# 孝純王后
孝純王后 趙氏（こうじゅんおうこう ちょうし、ヒョスンワンフ チョシ、효순왕후 조씨、1716年1月8日 - 1751年12月30日）は、李氏朝鮮時代の王族女性。第21代国王英祖の長男の孝章世子李緈の妃であり、第22代国王正祖の養母。本貫は豊壌趙氏。諡号は徽貞賢淑孝純王后。生前の称号は賢嬪である為、賢嬪趙氏とも言われている。

## 生涯
1716年に東部崇教坊で、豊壌趙氏の趙文命の娘として誕生した。1727年に揀択により、世子嬪に選ばれた。同年に3歳下の世子の李緈と婚礼を上げた。しかし、1728年に、世子が10歳で亡くなる。たったの1年間の夫婦生活であった。これにより13歳の若さで未亡人となった。当然ながら、世子との間に子供はいなかった。
1735年に賢嬪と称された。
1751年に病の為、昌徳宮資善堂で死去。享年35歳。1752年に永陵に葬られた。なお夫である世子の側であった。
英祖は、早くに夫を亡くし未亡人になった不憫さもあってか、彼女の事を可愛がっていた。その為死に際しては、深く悲しんだという。彼女の死後、夫の異母弟の荘献世子の子である正祖が、夫の養子に入った事で養母になった。因みに、正祖が生まれたのは彼女の死後である為、正祖とは会った事が無い。正祖が即位後、夫が真宗と追尊された為、王妃として追尊された。
また1908年に、徽貞賢淑孝純昭皇后と追諡された。

## 家族
- 父：趙文命（贈 領議政 豊陵府院君 文忠公、1680年-1732年）
- 母：完興府夫人 全州李氏（生年不詳-1734年）- 第3代国王太宗の長男の譲寧大君の子孫にあたる（途中で養子に入った為、実際は第2代国王定宗の七男の守道君李徳生の十世の孫である李相伯の娘）
- 義父：英祖
- 義母：靖嬪李氏
- 夫：孝章世子
  - 養子：正祖
  - 嫁：孝懿王后金氏

## 登場作品
- 大王の道（1998年のテレビドラマ MBC）演：パク・ジョンスク